# Jefferson Davis
Jefferson Finis Davis (Fairview, Kentucky, 1808. június 3. – New Orleans, Louisiana, 1889. december 6.) amerikai katona és államférfi, az Amerikai Konföderációs Államok első és egyetlen elnöke, az amerikai polgárháború meghatározó alakja. A rabszolgatartást kiterjeszteni kívánó déli konföderáció elnökeként alulmaradt az egyéni szabadságon és szabad bérmunkán alapuló gazdaságukkal erősebb és iparosodottabb unionista államok elleni harcban. A háború megindítását – nem elvi, pragmatikus okokból – ellenezte ugyan, de később politikájával jelentősen hozzájárult annak elhúzódásához és a jelentős veszteségekhez. Emiatt a háború végén és után sokat veszített népszerűségéből még egykori polgártársai körében is.
A West Point-i katonai akadémia elvégzése után katonatisztként szolgált az Amerikai Egyesült Államok hadseregében. 1847-ben ezredesként harcolt a mexikói háborúban, és 1853-ban hadügyminiszter is volt Franklin Pierce kormányában. Ő saját magát elsősorban katonának tartotta. A polgárháború után hazaárulásért vádat emeltek ellene, de később közkegyelemben részesült, így a vádat elejtették. Azonban mivel korábbi hivatali esküjét megszegve az Egyesült Államok ellenségeit segítette, többet nem vállalhatott állami hivatalt.

## Ifjúsága és katonai karrierje
Samuel Emory Davis (Philadelphia, Pennsylvania, 1756 – 1824. július 4.) és felesége, Jane Cook (Christian megye, Kentucky, 1759 – 1845. október 3.) tíz gyermeke közül a legfiatalabbként született. Dédapja, Evan Davis Wales-ből vándorolt ki Amerikába. Apja és nagybátyjai harcoltak az amerikai függetlenségi háborúban. Három bátyja vett részt az 1812-es háborúban, ketten közülük Andrew Jacksonnal harcoltak New Orleans-nál és bátorságukért dicséretben részesültek.
Davis gyermekévei során a család kétszer költözött: először 1811-ben a louisianai St. Mary megyébe, majd 1812-ben a Mississippi állambeli Wilkinson megyébe, Woodville város közelében. 1813-ban Mary nővérével együtt beiratkozik Woodville iskolájába. Két évvel később szülei Jeffersont a Kentucky államban lévő, a dominikánus rend által működtetett Szt. Tamás-iskolába adják, ahol ő az egyetlen protestáns tanuló.
1818-ban a Mississippi állambeli Washington-ban lévő Jefferson főiskolán tanul tovább, és 1821-ben a lexingtoni (Kentucky) Transylvania Egyetemen folytatja tanulmányait. 1824-ben beiratkozik a West Point-i katonai akadémiára, és a négyéves képzés befejezése után 1828-ban alhadnagyi rangban belép az Egyesült Államok hadseregébe.
Az 1. gyalogsági ezredhez osztják be, és a Wisconsin-ban lévő Fort Crawford erődjében teljesít szolgálatot. 1832-ig az akkoriban indián határvidéknek számító államban szolgál különböző helyszíneken. 1832-ben Illinois államba vezénylik, ahol fehér bányászokat kell kiebrudalnia katonáival az indiánoknak ítélt területekről. Ugyanebben az évben tört ki a Fekete Sólyom szauk indián főnök által szított indián háború, amelyben Davis nem vett részt, mert szabadságát töltötte otthon Mississippiben. A háború végére ért vissza az egységéhez, és az ezred parancsnoka, Zachary Taylor, a későbbi elnök őt bízta meg a sebesülten fogságba esett Fekete Sólyom börtönbe szállításával.
Ezután a mai Iowa állam területén teljesített szolgálatot, ahol ismét az volt a feladata, hogy az indián területek biztonságát garantálja az illegálisan betelepülni próbáló fehér bevándorlóktól.

## Házasságai és korai politikai karrierje

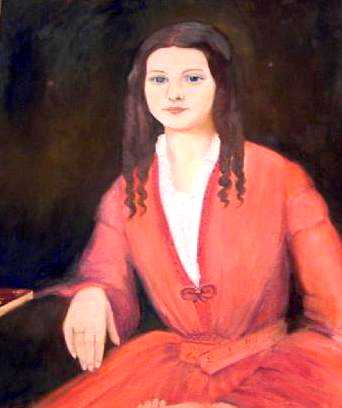
Első felesége, Sarah Knox Taylor

Davis beleszeretett parancsnoka, Taylor ezredes lányába, de az apa nem tartotta sokra a fiatal tisztet, és ellenezte a házasságot. Davis azonban tántoríthatatlan volt. Lemondott rangjáról, kilépett a hadseregből és az atyai paranccsal dacolva 1835. június 17-én feleségül vette Sarah Knox Taylort. A házasság azonban hamar szomorú véget ért: az ifjú pár meglátogatta Jefferson Louisianában élő legidősebb nővérét, ahol mindketten maláriásak lettek. Sarah három hónap múlva belehalt a betegségbe.

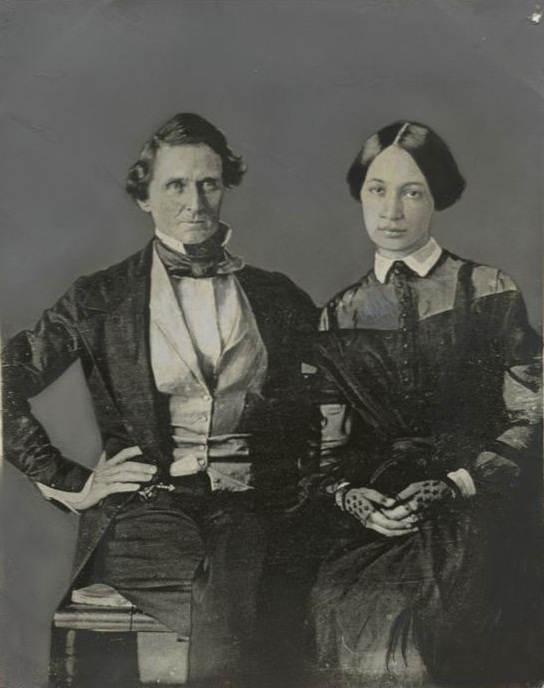
Esküvői fotója második feleségével, Varina Howell-lel

Az ezt követő 8 évet Davis a világtól visszahúzódva a Mississippi államban lévő családi ültetvényen töltötte. Szabad idejét a történelem és politika tanulmányozásának szentelte. 1844-ben szakított emberkerülő életmódjával, politizálni kezdett, és rövidesen beválasztották az Egyesült Államok Képviselőházába. 1845-ben újra megnősült, és feleségül vette Varina Howellt. Ez a házasság sem született meg könnyen: a befolyásos, Whig párti Howell család nem nézte jó szemmel a demokrata színekben politizáló Davist, Varina anyja, a leendő anyós pedig a házasulandók korkülönbsége miatt ellenezte a frigyet (a menyasszony 18 évvel volt fiatalabb).

## Újra egyenruhában: a mexikói háború
1846-ban kitört a mexikói–amerikai háború, Davis lemondott képviselőházi tagságáról, és egy önkéntes ezred szervezésébe fogott (Mississippi Lövészek), amelynek parancsnoka lett. Az ezredet az akkor korszerűnek számító ütőszeges puskákkal szerelte fel, és alaposan kiképezte katonáit. 1846 júliusában az ezreddel Texasba hajózott, majd délre vonultak és részt vettek Monterey elfoglalásában. Az ezred különösen kitüntette magát a Buena Vista-i csatában, ahol a hatékonyan tüzelő katonák egy nagyobb mexikói alakulatot futamítottak meg. Davis megsebesült a lábán. Az amerikai csapatok parancsnoka Davis volt apósa, Zachary Taylor volt, aki annak idején nem akarta lányát a "semmirekellő" tiszthez adni, a csata után megváltoztatta véleményét: "úgy látszik uram, a lányom jobb emberismerő volt mint én" mondta.
A háború után Polk elnök dandártábornoki rangot ajánlott Davisnek, és egy nemzetőr (milícia) dandár parancsnoki posztját. Davis azonban visszautasította ezt, mert nézete szerint a milíciák a tagállamok fennhatósága alá tartoztak, és a szövetségi kormányzatnak nem volt joga tisztek kinevezésére a soraikba.
Szintén a háború után megkereste Davist egy venezuelai kalandor, bizonyos Narciso López, aki zsoldosokat toborzott az államokban egy kubai akcióhoz, a spanyolok ellen. López emberei között magyarok is voltak, a 48-as szabadságharc veteránjai, velük próbálta López hódító háborúját felszabadító harcként leplezni, azonban Davis nem állt mellé, szenátori hivatására hivatkozva. Jóllehet Davis támogatta Kubának az USA-hoz való csatolását, mert potenciális lehetőségeket látott benne a rabszolgaság kiterjesztésére.

## Szenátor és hadügyminiszter

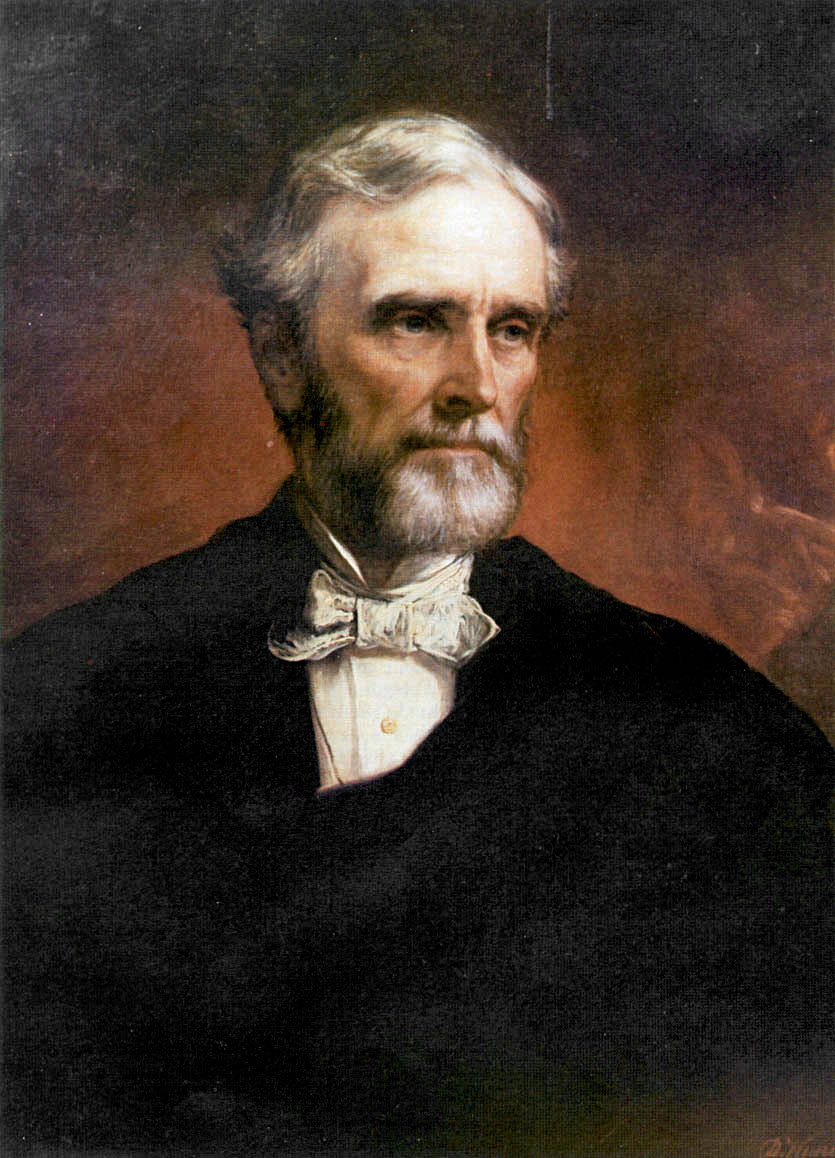
Daniel Huntignton portréja Jefferson Davisről.

### Az 1850-es kiegyezés és a Mississippi kormányzóválasztás
Friss katonai érdemeinek köszönhetően Mississippi államban 1848 januárjában Davist szenátorrá választották, a szenátusban pedig kinevezték a Hadügyi Bizottság élére. Szenátusi helyét megvédte az 1850-es választásokon is, azonban 1851 szeptemberében lemondott, hogy indulhasson a Mississippi államban esedékes kormányzó-választáson. 1850-ben feszült belpolitikai helyzet alakult ki az Egyesült Államokban, és az ország a polgárháború szélére sodródott. Az országot megosztó kérdések az Észak-Dél ellentét alapkérdései voltak: a rabszolgaság intézménye, valamint az új államok (Kalifornia, Missouri és a mexikói háborúban elfoglalt területek) felvételének módja az Unióba: Ha az új államokat olyan feltételekkel veszik fel, amely az ültetvényes gazdálkodás kialakulásának kedvez, a Dél erősödik meg, ha pedig megtiltják a rabszolgatartást és kis farmergazdaságok létrejöttét segítik elő, Észak befolyása növekszik. A válságot sikerült a szenátusnak kompromisszumos törvényekkel elhárítania. A vitában Davis a déli érdekek prominens képviselőjeként vett részt, és az 1851-es Mississippi állambeli kormányzó-választáson a szenátus unionista szárnyának vezetőjével került szembe, Henry S. Foote-tal. A kiélezett választáson, amely az országos politikai hangulat mércéjéül szolgált, Davis 999 szavazattal maradt alul. Az elveszített választás ellenére Davis országosan ismert politikai szereplővé vált.

### Hadügyminiszter
Az állás nélkül maradt Davis továbbra is aktívan politizált és az 1852-ben elnökválasztáson Franklin Pierce mellett kampányolt. Pierce megnyerte a választást, és Davist hadügyminiszterré nevezte ki. Minisztersége során (1853–57) sokat tett a megépítendő transzkontinentális vasút ügyének előmozdítása érdekében, és több expedíciót szervezett a lehetséges útvonalak felkutatására és az amerikai Nyugat feltérképezésére.

### Ismét a szenátusban
1857-ben a Pierce-kormány befejezte munkáját és Davis újra szenátor lett. 1858-ban súlyosan megbetegedett és egy időre szüneteltette politikai tevékenységét, de nem mondott le a szenátori tisztségről. Az 1850-es évek végére az Észak-Dél ellentétek újra kiéleződtek. Davis meggyőződéses szecesszionista volt, és hitt a tagállamok önrendelkezési jogában, akár az Uniótól történő elszakadás kérdésében is. Tudta azt is, hogy az északi unionisták polgárháborúra is készek ennek megakadályozására. Volt hadügyminiszterként azonban jól látta, hogy a Dél még felkészületlen a fegyveres konfliktusra, ezért déli politikustársait óvatosságra intette.
Abraham Lincoln 1860-as elnökké választásával azonban felgyorsultak az események, és először Dél-Karolina majd 1861 januárjában Mississippi is az elszakadásra irányuló törvényeket fogadott el. Ennek hírére Davis lemondott szenátusi székéről, majd egy búcsúbeszédet követően hazatért Mississippi államba.

## Az Amerikai Konföderációs Államok elnöke, 1861-65

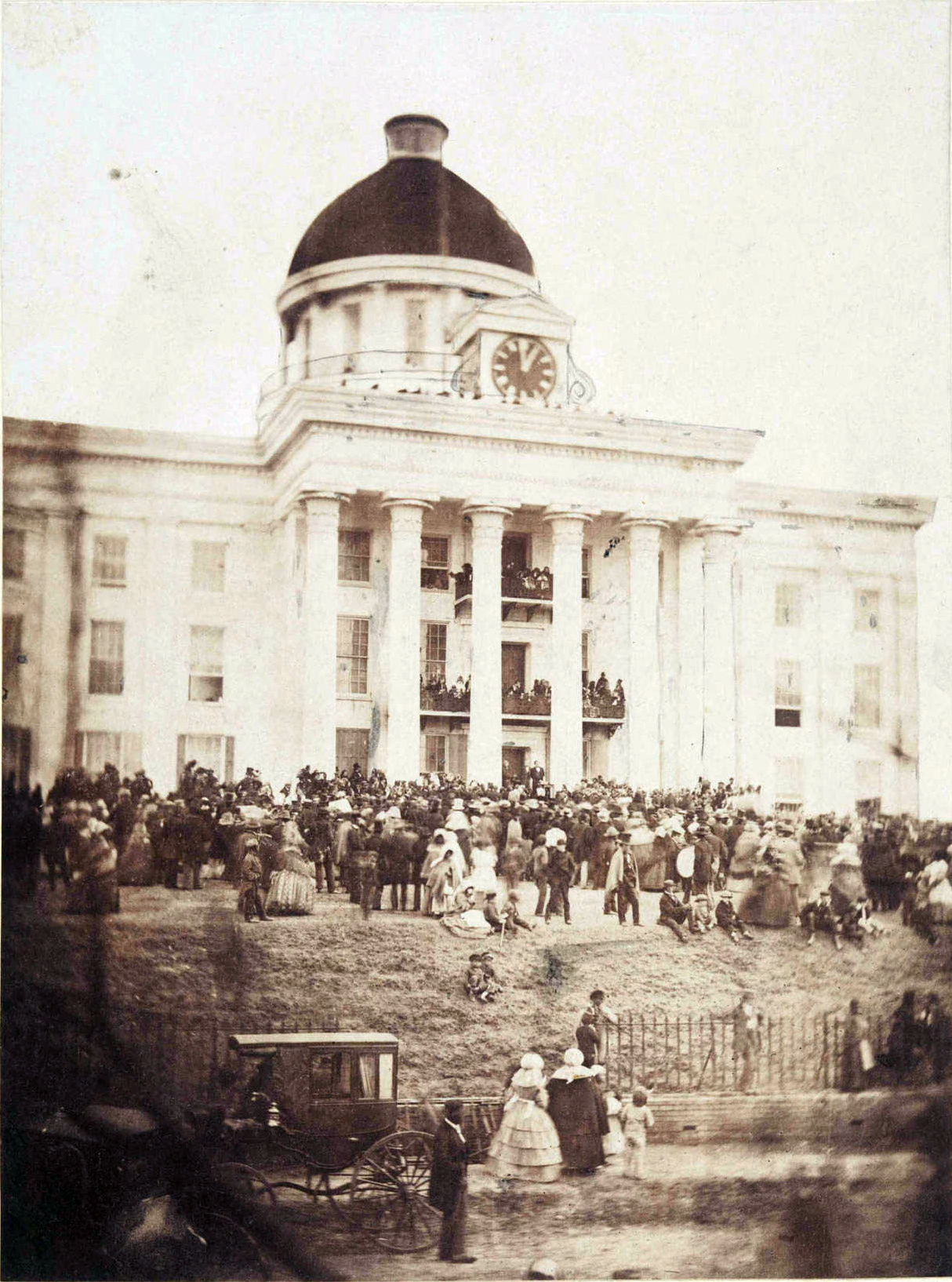
Jefferson Davis eskütétele 1861. február 18-án, az alabamai kapitólium lépcsőin.

Négy nappal lemondása után Davist kinevezték a Mississippi milícia tábornokává. 1861. február 9-én a Konföderáció alkotmányozó nemzetgyűlése Jefferson Davist az Amerikai Konföderációs Államok ideiglenes elnökévé nevezte ki, és február 18-án beiktatták. Paradox módon hivatalba lépése után azonnal az elszakadás ellen érvelt, azonban meghajolt a kongresszusi küldöttek elsöprő többségének akarata előtt. Mint már említettük, Davis alapvetően elszakadáspárti volt, de nem tartotta az időpontot erre alkalmasnak.
A konföderációs kongresszus határozata értelmében Davis azonnal bizottságot nevezett ki a béketárgyalások folytatására. 1861 márciusában a bizottság Washingtonba indult, hogy felajánlja, a konföderációs államok jóvátételt fizetnek a területükön lévő szövetségi tulajdonért, és átvállalják az USA államadósságának a Konföderációra eső részét, azonban az államszövetség újraegyesítéséről nem szándékoztak tárgyalni. Davis P. G. T. Beauregard dandártábornokot nevezte ki a Konföderáció hadseregének főparancsnoki tisztségébe, és jóváhagyta a Sumter-erőd lövetését, mely a polgárháború kitöréséhez vezetett. Amikor Virginia is csatlakozott az új államszövetséghez 1861 májusában, Davis az ebben az államban lévő Richmond városába helyezte át a Konföderáció fővárosát, és családjával ide költözött.
1861. november 6-án hat évre a Konföderáció elnökévé választották, és az állandó alkotmány alapján 1862. február 22-én iktatták be végleges elnökként. Február 22-e George Washington születésnapja volt, a beiktatást is Washington richmondi lovasszobra alatt végezték, mintegy szimbolizálva, hogy a Konföderáció az USA gyökereiig nyúl vissza és annak kijavított változataként funkciónál majd. Érdekesség, hogy Davis soha egyik választott hivatalát sem töltötte ki végig: az előzőekről lemondott, a Konföderáció feloszlott, és 1875-ben nem engedték hivatalba lépni (ld. később).
A háború irányítása során végig magának tartotta meg a stratégiai döntéseket, katonai tanácsadói köre csak pár emberből állt, és igazán csak Robert E. Lee tábornokra hallgatott, akinek javaslatait általában akceptálta. Lee lemondását 1863 augusztusában, a Gettysburgi csata elvesztése után sem fogadta el. Davist később sokat kritizálták azért, mert ugyan gyakorlatilag maga látta el a főparancsnoki teendőket, de tábornokai között nem tudott hatékony összhangot fenntartani, és gyakran nem a megfelelő katonákra bízta a déli hadseregek vezényletét. Általános stratégiája, amely a Konföderáció teljes területének túlzottan merev védelmét irányozta elő, elaprózta az erőforrásokat és nem tudta megakadályozni az északi csapatok célirányos betöréseit.
A hadi helyzet egyre rosszabbra fordult, és 1865 áprilisában elesett a főváros, Richmond.
1865. május 5-én az északi csapatok elől menekülő konföderációs kormány megtartotta utolsó ülését a Georgia állambeli Washingtonban és hivatalosan feloszlatta magát.

## Börtönévei és időskora

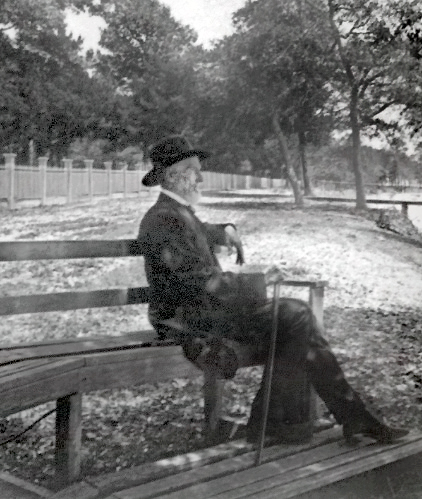
Jefferson Davis 1885 körül

Öt nappal később, 1865. május 10-én Davis fogságba esett, és két évig a Virginia állambeli Fort Monroe erődjében volt bebörtönözve. Kezdetben vasra verve tartották, ami még a jobb érzésű északiakat is felháborította[forrás?]. Egy évvel később vádat emeltek ellene hazaárulásért (tekintve, hogy az Egyesült Államok hadseregének katonájaként esküt tett az Egyesült Államok védelmére, majd később egy másik állam elnökeként háborút vívott az Egyesült Államok ellen). 1867-ben óvadék ellenében szabadlábra helyezték. Az óvadékot tekintélyes amerikai közéleti személyek adták össze, északiak és déliek is. 1868 karácsonyán aztán Johnson elnök közkegyelemmel felmentett mindenkit a hazaárulás vádja alól, aki a polgárháborúban a déli oldalon részt vett. Időközben a Kongresszus mindkét háza és az államok háromnegyede elfogadta az így 1868. július 9-én hatályba lépett tizennegyedik alkotmánymódosítást, amely többek között úgy rendelkezik, hogy aki egyszer hivatali esküt tett arra, hogy az Egyesült Államok Alkotmányát védelmezni fogja, majd később segítséget nyújtott az Egyesült Államok ellenségeinek, az nem viselhet hivatalt a szövetségi államapparátusban. Ez a tilalom Davisre is vonatkozott. Még a börtönben töltött idő alatt sikerült eladnia ültetvényét egy korábbi rabszolgájának, az időközben sikeres üzletemberré és vállalkozóvá lett Ben Montgomerynek.
1869-ben a Carolina Életbiztosító Társaság elnökeként dolgozott Memphisben. 1875-ben újra szenátorrá választották, de az alkotmánymódosítás miatt nem léphetett hivatalba. Nem vállalhatta a Texasi Mezőgazdasági és Műszaki Főiskola rektori tisztségét sem.
Az 1870-es, 80-as években több külföldi utat tett (Angliába, Kubába és Dél-Amerikába), és megírta emlékiratait "A Konföderáció kormányának emelkedése és bukása" címmel.
1889-ben, 81 éves korában a "Az Amerikai Konföderációs Államok rövid története" c. könyvének befejezése után két hónappal New Orleans-ban halt meg. Utolsó útja Kossuth Lajoséhoz volt hasonló: a koporsót szállító vonat végighaladt szinte az egész egykori Konföderáción, és mindenhol hatalmas tömeg kísérte és emberek százezrei búcsúztatták. Temetésére Richmondban (Virginia) került sor.

## Emlékezete

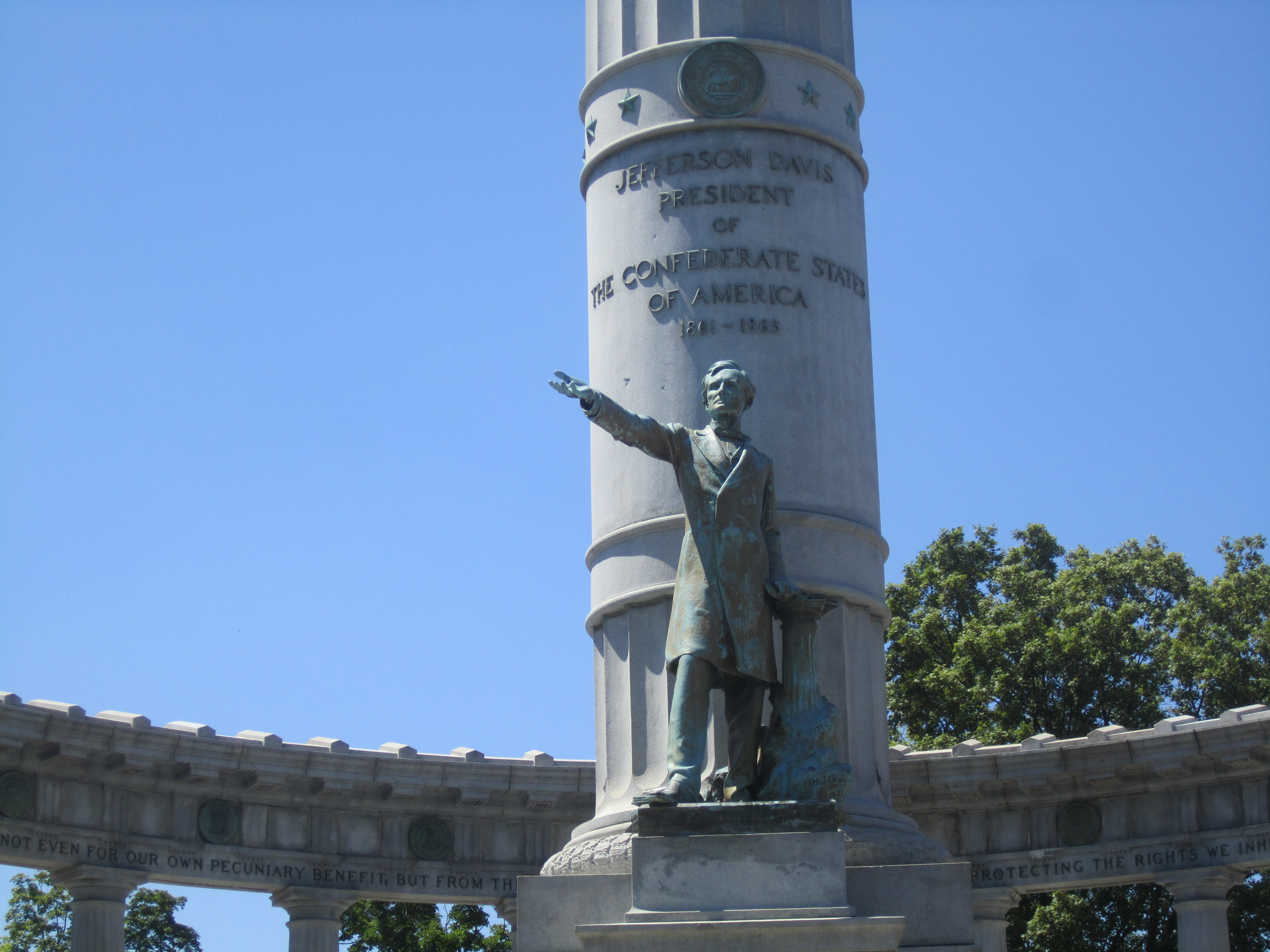
Jefferson Davis szobra Richmondban, mielőtt a tüntetők ledöntötték volna

Davisre a volt Konföderáció területén közel 150 szobor, emlékhely és intézménynév emlékezik. Jefferson Davisről megye van elnevezve Georgiában, Mississippiben, Texasban és Louisianában.
Az utóbbi évtizedekben azonban egyre erősödnek a Davis történelmi szerepét elítélő hangok, és ezek nyomán megindult a róla elnevezett intézmények átnevezése. Felmerült a neki állított szobrok eltávolítása is. 2020. június 10-én, a George Floyd halála nyomán megindult demonstrációs hullám során Richmondban a tüntető tömeg lendöntötte Jefferson Davis szobrát.

### Közvetlen források
- Jefferson Davis, Jefferson Davis: The Essential Writings szerk. William J. Cooper (2003)
- Dunbar Rowland, szerk., Jefferson Davis: Constitutionalist; His Letters, Papers, and Speeches (10 kötetben., 1923)
- The Papers of Jefferson Davis (1971–), szerk. Haskell M. Monroe, Jr., James T. McIntosh, és Lynda L. Crist
- Jefferson Davis. The Rise and Fall of the Confederate Government (1881)
- http://www.nndb.com/people/336/000050186/

### Közvetett források
- Allen, Felicity: Jefferson Davis: Unconquerable Heart (1999)
- Ballard, Michael: Long Shadow: Jefferson Davis and the Final Days of the Confederacy (1986)
- William J. Cooper: Jefferson Davis, American (2000)
- William C. Davis: Jefferson Davis: The Man and His Hour (1991)
- William E Dodd: Jefferson Davis (1907)
- Clement Eaton: Jefferson Davis (1977)
- Paul D. Escott: After Secession: Jefferson Davis and the Failure of Confederate Nationalism (1978)
- Herman Hattaway, Richard E. Beringer: Jefferson Davis, Confederate President (2001)
- Rable; George C.: The Confederate Republic: A Revolution against Politics. (1994)
- Neely Jr. Mark E.: Confederate Bastille: Jefferson Davis and Civil Liberties (1993)
- Hudson Strode: Jefferson Davis (3 kötet, 1955–1964)
- Emory M. Thomas: The Confederate Nation, 1861–1865 (1979)